# Championnat de France de Formule 4

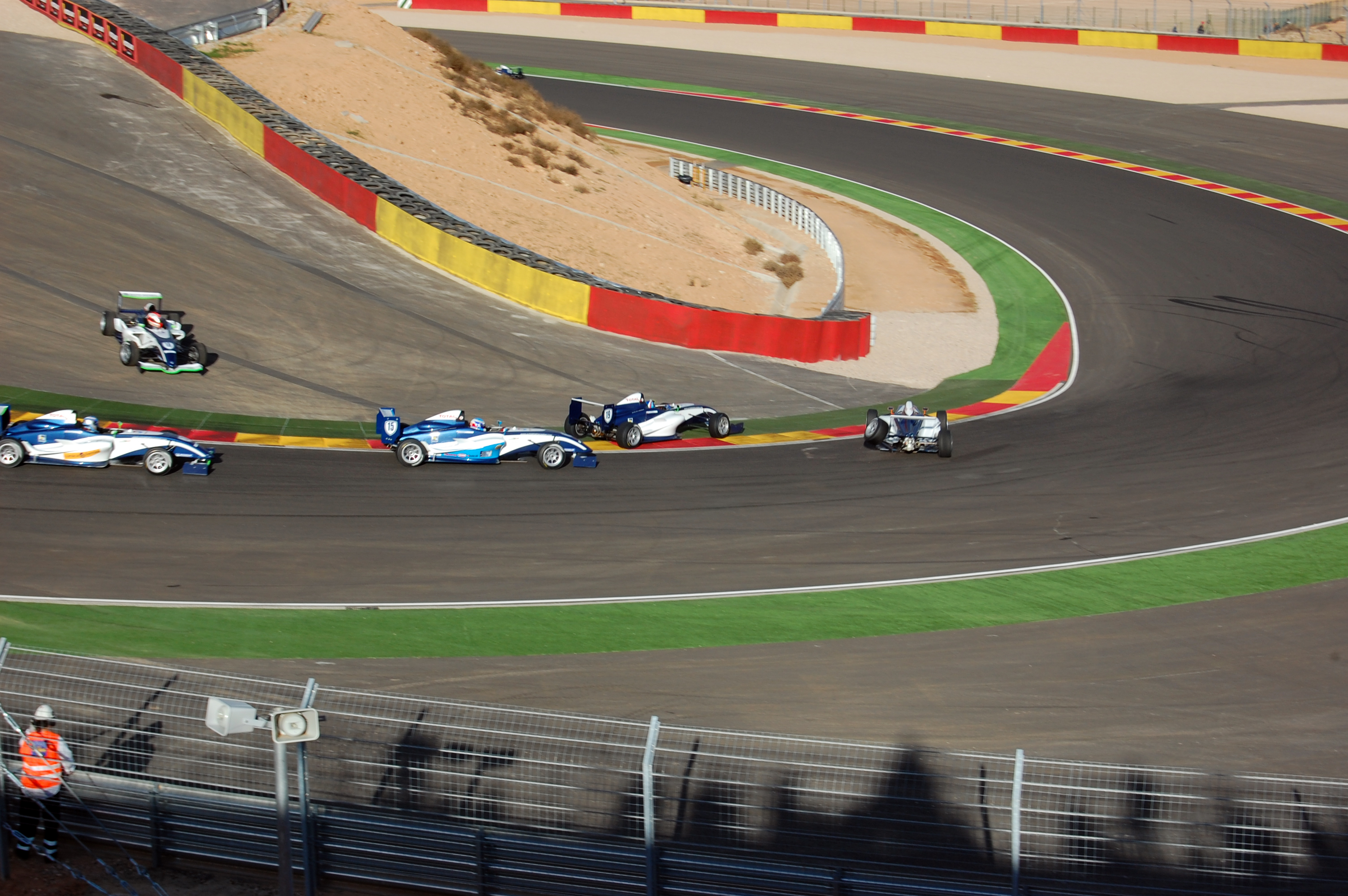
Une course de Formul'Academy Euro Series en 2009.

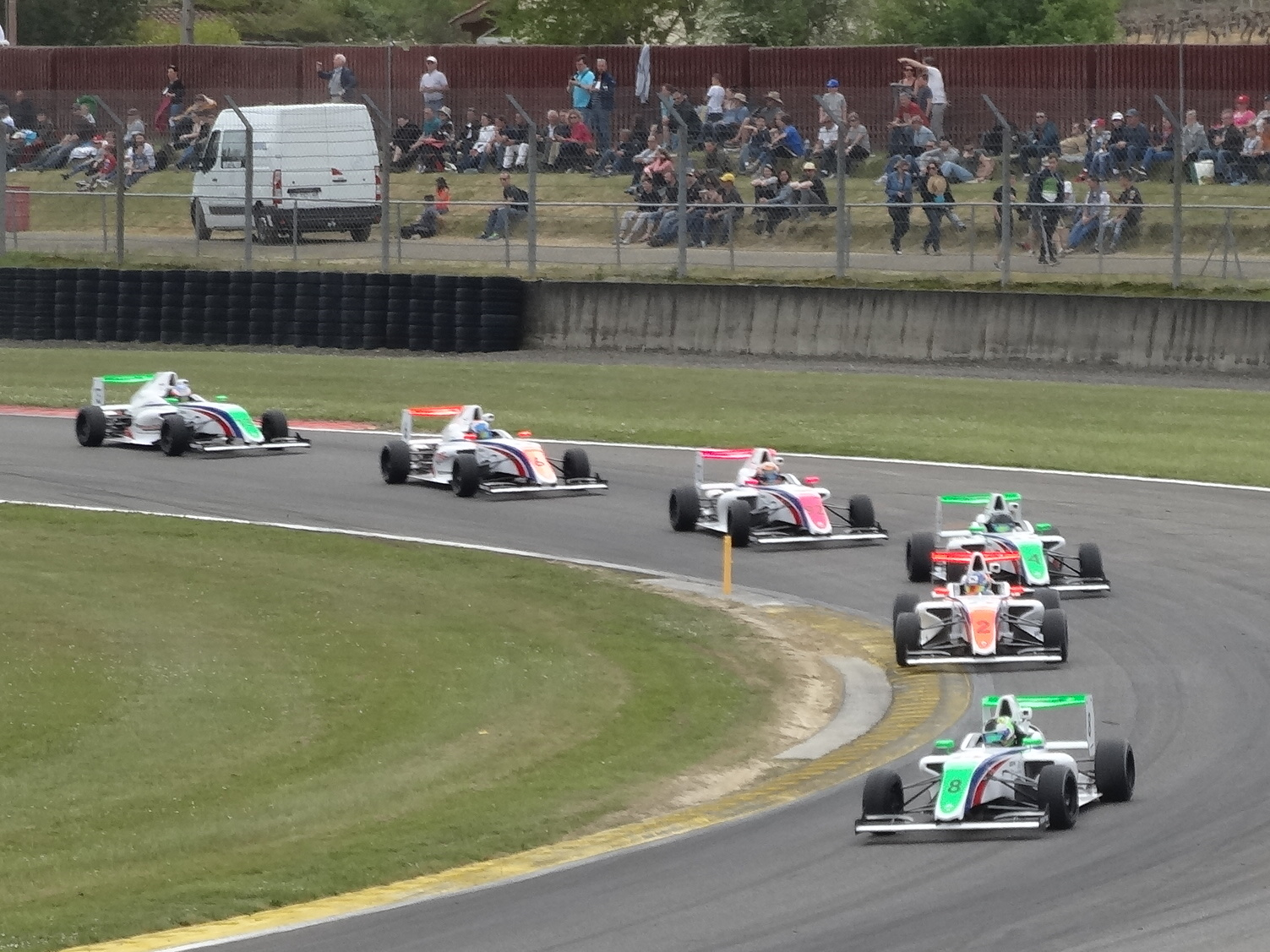
Le championnat de France F4 au Circuit Paul Armagnac en 2017.

Le Championnat de France de Formule 4, anciennement connu comme Formule Renault Campus France, Formule Campus, Formul'Academy Euro Series, F4 Eurocup 1.6,  est un championnat de course automobile de type monoplace de la catégorie Formule 4. Organisé par la Fédération française du sport automobile (FFSA) en tant qu'héritier de la Formule Campus créée en 1993 par Louis Drouet, il a pour but de permettre aux pilotes de faire leurs premiers pas en course automobile.
Créé avec le concours du pétrolier Elf en 1993 en utilisant ses propres monoplaces, baptisées Formule Campus, il est progressivement récupéré par la FFSA qui le transforme en 2008 en championnat de Formule Renault 1.6 sous l'appellation "Formul'Academy".
Intégré au format européen des World Series by Renault pour l'année 2010, il redevient l'année suivante un championnat français sous le nom "Championnat de France F4".
Championnat monotype depuis sa création, il change de catégorie en 2017 lorsque la FFSA remplace les voitures de FR1.6 par ses propres "F4", avant de finalement changer à nouveau en 2018 pour utiliser des Formule 4 officielles certifiés par la Fédération internationale de l'automobile. Il est reconnu par cette dernière comme championnat domestique de la F4 pour la France,.
Au cours de son évolution, le championnat a permis de révéler un très grand nombre de jeunes espoirs français du sport automobile.

## Palmarès
| Saison                                             | Champion                   | Champion                         | Champion                     | Autre champion                                            |
| Saison                                             | Nom                        | Voiture                          | Équipe                       | Nom                                                       |
| Formule Campus Renault Elf                         | Formule Campus Renault Elf | Formule Campus Renault Elf       | Formule Campus Renault Elf   | Formule Campus Renault Elf                                |
| -------------------------------------------------- | -------------------------- | -------------------------------- | ---------------------------- | --------------------------------------------------------- |
| 1993                                               | Sébastien Philippe         | Fior Campus Renault              | La Filière Elf               |                                                           |
| 1994                                               | Franck Montagny            | Fior Campus Renault              | La Filière Elf               |                                                           |
| 1995                                               | Renaud Malinconi           | Fior Campus Renault              | La Filière Elf               |                                                           |
| 1996                                               | Philippe Bénoliel          | Fior Campus Renault              | La Filière Elf               |                                                           |
| 1997                                               | Marcel Costa               | Fior Campus Renault              | La Filière Elf               |                                                           |
| 1998                                               | Westley Barber             | Fior Campus Renault              | La Filière Elf               |                                                           |
| 1999                                               | Adam Jones                 | Mygale Campus Renault            | La Filière Elf               |                                                           |
| 2000                                               | Stéphane Morat             | Mygale Campus Renault            | Filière FFSA Elf Compétition |                                                           |
| 2001                                               | Bruce Lorgeré-Roux         | Mygale Campus Renault            | Filière FFSA Elf Compétition |                                                           |
| 2002                                               | Loïc Duval                 | Mygale Campus Renault            | Filière FFSA Elf Compétition |                                                           |
| 2003                                               | Laurent Groppi             | Mygale Campus Renault            | Filière FFSA Elf Compétition |                                                           |
| 2004                                               | Jacky Ferré                | Mygale Campus Renault            | Filière FFSA Elf Compétition |                                                           |
| 2005                                               | Jean-Karl Vernay           | Mygale Campus Renault            | Filière FFSA Elf Compétition |                                                           |
| 2006                                               | Kévin Estre                | Mygale Campus Renault            | Filière FFSA Elf Compétition |                                                           |
| 2007                                               | Jean-Éric Vergne           | Mygale Campus Renault            | Auto Sport Academy           |                                                           |
| Formul'Academy Euro Series (Formule Renault 1.6)   |                            |                                  |                              |                                                           |
| 2008                                               | Arthur Pic                 | Signatech Formul'Academy Renault | Auto Sport Academy           |                                                           |
| 2009                                               | Benjamin Bailly            | Signatech Formul'Academy Renault | Auto Sport Academy           |                                                           |
| F4 Eurocup 1.6 (Formule Renault 1.6)               |                            |                                  |                              |                                                           |
| 2010                                               | Stoffel Vandoorne          | Signatech Formul'Academy Renault | Auto Sport Academy           |                                                           |
| Championnat de France F4 (Formule Renault 1.6)     |                            |                                  |                              |                                                           |
| 2011                                               | Matthieu Vaxivière         | Signatech Formul'Academy Renault | Auto Sport Academy           |                                                           |
| 2012                                               | Alexandre Baron            | Signatech Formul'Academy Renault | Auto Sport Academy           |                                                           |
| 2013                                               | Anthoine Hubert            | Signatech Formul'Academy Renault | Auto Sport Academy           |                                                           |
| 2014                                               | Lasse Sørensen             | Signatech Formul'Academy Renault | Auto Sport Academy           | Junior : Dorian Boccolacci                                |
| 2015                                               | Valentin Moineault         | Signatech Formul'Academy Renault | Auto Sport Academy           | Junior : Sacha Fenestraz                                  |
| 2016                                               | Ye Yifei                   | Signatech Formul'Academy Renault | FFSA Academy                 | Junior : Ye Yifei                                         |
| Championnat de France F4 (FFSA F4)                 |                            |                                  |                              |                                                           |
| 2017                                               | Arthur Rougier             | Signatech F4 Renault             | FFSA Academy                 | Junior : Victor Martins                                   |
| Championnat de France de Formule 4 (FIA Formule 4) |                            |                                  |                              |                                                           |
| 2018                                               | Caio Collet                | Mygale M14-F4 Renault            | FFSA Academy                 | Junior : Théo Pourchaire International : Caio Collet      |
| 2019                                               | Hadrien David              | Mygale M14-F4 Renault            | FFSA Academy                 | Junior : Victor Bernier International : Hadrien David     |
| 2020                                               | Ayumu Iwasa                | Mygale M14-F4 Renault            | FFSA Academy                 | Junior : Valentino Catalano International : Ayumu Iwasa   |
| 2021                                               | Esteban Masson             | Mygale M14-F4 Renault            | FFSA Academy                 | Junior : Alessandro Giusti International : Esteban Masson |
| 2022                                               | Alessandro Giusti          | Mygale M21-F4 Alpine             | FFSA Academy                 | Pas d’autres catégories                                   |
| 2023                                               | Evan Giltaire              | Mygale M21-F4 Alpine             | FFSA Academy                 | Pas d’autres catégories                                   |
| 2024                                               | Taito Kato                 | Mygale M21-F4 Alpine             | FFSA Academy                 | Pas d’autres catégories                                   |

1. ↑  Sous réserve de l'appel de Yani Stevenheydens concernant une potentielle pénalité de Taito Kato sur la course 1 de la dernière manche de la saison au circuit Paul-Ricard.

En 2014, les organisateurs décident de lancer une catégorie junior pour les débutants de la discipline. En 2018, après la certification du championnat en championnat FIA, la catégorie Junior est réservée aux pilotes de moins de quinze ans à la première manche de la saison. Deux classements existent alors depuis : le classement FIA (International) ne tient pas en compte les résultats des pilotes de moins de quinze ans, alors que le classement FFSA tient en compte les résultats de tous les pilotes. Depuis 2022, le championnat n'accueille que des pilotes d'au moins quinze ans. De ce fait, les classements FFSA et FIA sont identiques.